# Gelson Martins
Gelson Dany Batalha Martins (Praia, 11 de maio de 1995) é um futebolista português de ascendência cabo-verdiana que joga como ponta direita. Atualmente defende o Olympiacos.[carece de fontes?]

## Carreira em clubes

### Sporting
Nascido em Praia, Cabo Verde, Martins mudou-se para Portugal quando era adolescente, atuando no times de juniores do Futebol Benfica e do Sporting CP. Em março de 2014, ele foi promovido ao time B deste último, assinando uma extensão de contrato até 2019, com uma cláusula de rescisão de € 45 milhões; durante seu período no time juvenil, seu golo contra o CF União de Coimbra ganhou o elogio de muitos, mas o seu treinador no Sporting B, eventualmente, disse que ele estava a ser "prejudicado" por não jogar em sua posição preferida, como meia-atacante.
Gelson fez sua estreia como profissional em 24 de Agosto de 2014, entrando como substituto de Lewis Enoh na vitória de 1-0 do Sporting contra o SC Olhanense na Segunda Liga. Em 21 de Dezembro, ele marcou seu primeiro golo, contribuindo para a vitória de 3-1 contra o Vitória de Guimarães B.

#### 2015/2016
Martins foi promovido ao plantel principal do Sporting no verão de 2015, pelo novo treinador Jorge Jesus. Ele fez a sua estréia competitiva em 9 de Agosto, em uma vitória por 1-0 sobre o SL Benfica na Supertaça Cândido de Oliveira.
Martins apareceu pela primeira vez na Primeira Liga em 14 de Agosto de 2015, jogando um minuto num triunfo de 2-1 contra o recém-promovido CD Tondela. Em 15 de Janeiro do ano seguinte, contra o mesmo adversário, ele marcou o golo 5000 do Sporting na competição, colocando os anfitriões na frente em um eventual empate de 2-2.
Até ao final da época, Gelson foi sendo frequentemente utilizado pelo treinador Jorge Jesus tendo acabado a sua primeira época a nível sênior com 42 jogos disputados

### 2016/2017
Gelson destacou-se desde o início da temporada assumindo a titularidade da equipa e brilhando frente a equipas como o Real Madrid ou Borussia Dortmund. Após os duelos com a equipa espanhola, vários jogadores conceituados como Marcelo e Cristiano Ronaldo vieram publicamente elogiar o jovem extremo. Foi considerado um dos melhores jogadores a atuar na Primeira Liga, ganhando os prêmios de melhor jogador do mês em Agosto e Setembro, liderando a tabela de assistências.
A 21 de Novembro de 2016 mereceu comparação com o antigo vencedor da Bola de Ouro Luís Figo por parte do seu treinador, ao dizer que Gelson se tornaria num jogador do mesmo patamar. A 28 de Janeiro de 2017 acordou com o Sporting a renovação do seu contrato até 2022, ficando com uma cláusula de €60 milhões, contudo, durante o mercado de verão de começo da época 2017/2018, Jorge Jesus afirmou que só deixaria sair Gelson por uma quantia de €100 milhões.

### Atlético de Madrid
Em 27 de julho de 2018, o Club Atlético de Madrid oficializou a sua contratação por 5 temporadas.. 

### Monaco
Em janeiro de 2019 foi emprestado ao Monaco até o final da temporada 2018-2019. Foi um dos reforços trazidos pelo clube na tentativa de evitar o rebaixamento para a Ligue 2.

## Carreira Internacional
Martins estava na equipa Sub-19 de Portugal no Campeonato Europeu Sub-19 de 2014, jogando todas as partidas, onde seu time acabou como vice-campeão. Ele também representou a nação no Campeonato Mundial de Futebol Sub-20 de 2015, marcando na fase de grupos contra o Senegal e nas oitavas de final contra a anfitriã Nova Zelândia; e a equipa foi eliminada nas quartas de final.

## Títulos
Sporting
- Supertaça Cândido de Oliveira: 2015
- Taça da Liga: 2017–18

Atlético de Madrid
- Supercopa da UEFA: 2018

### Prêmios individuais
- Equipe do torneio do Campeonato Europeu Sub-19 de 2014[20]